# Dendrobium compressum
Dendrobium compressum är en orkideart som beskrevs av John Lindley. Dendrobium compressum ingår i släktet Dendrobium, och familjen orkidéer. Inga underarter finns listade i Catalogue of Life.

## Bildgalleri

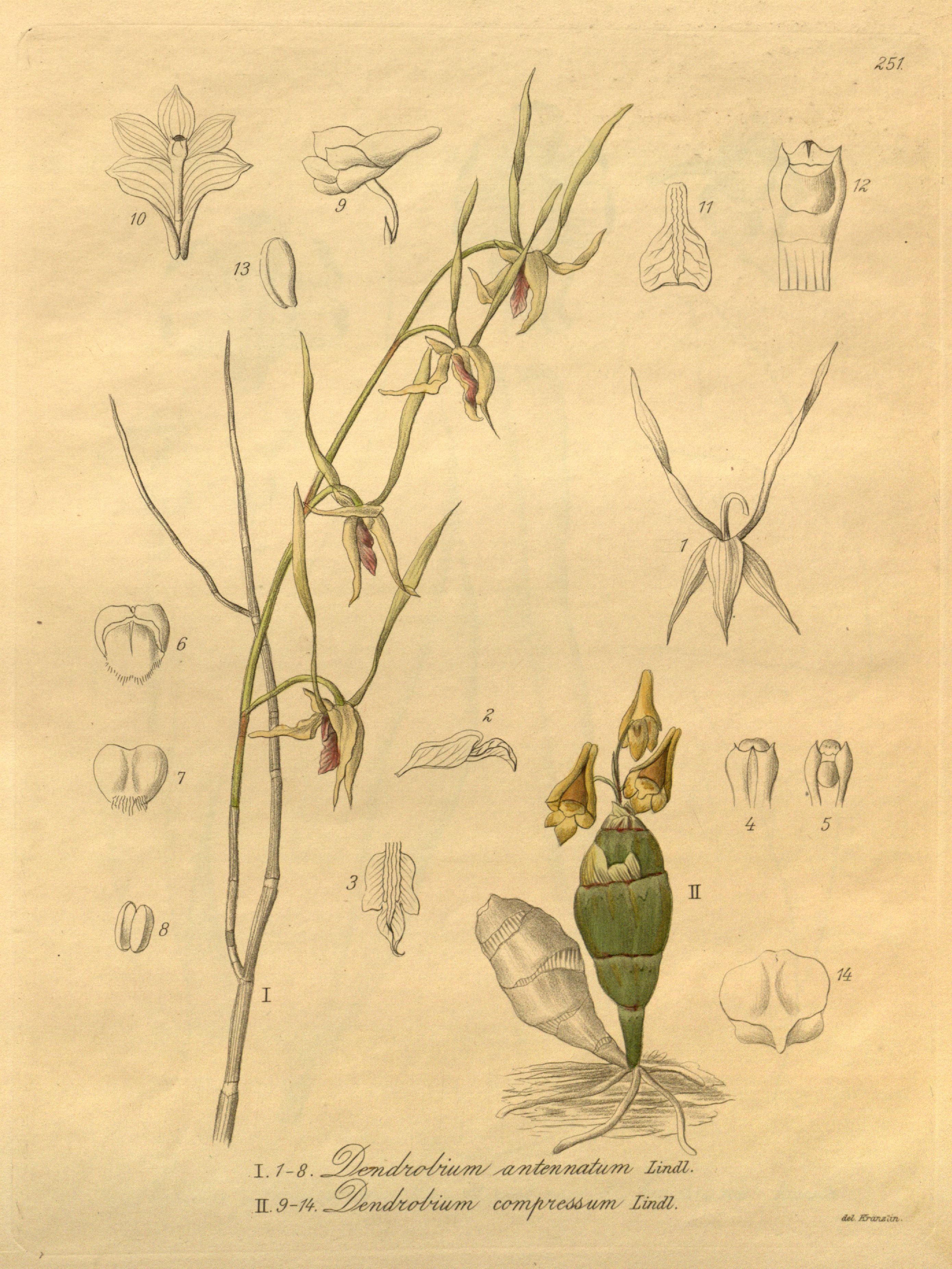